# Cantone di Vitrolles
Il Cantone di Vitrolles è una divisione amministrativa dell'arrondissement di Aix-en-Provence e dell'arrondissement di Istres.
A seguito della riforma approvata con decreto del 18 febbraio 2014, che ha avuto attuazione dopo le elezioni dipartimentali del 2015, è passato da 1 a 4 comuni.

## Composizione
Prima della riforma comprendeva il solo comune di Vitrolles.
Dal 2015 i comuni appartenenti al cantone sono i seguenti 4:
- Bouc-Bel-Air
- Cabriès
- Saint-Victoret
- Vitrolles